# アルベルト (小惑星)
アルベルト (719 Albert) は、アモール群の小惑星で、このグループの中では (433) エロスに次いで2番目に発見された。火星横断小惑星の一つでもある。
1911年にヨハン・パリサにより発見され、8ヶ月前に死去したパリサの恩人アルベルト・ザーロモン・フォン・ロートシルト（Albert Salomon von Rothschild、1844年 - 1911年）から命名されたが、その後は長期間行方不明になっていた。2000年にスペースウォッチのプロジェクトで発見され、2000 JW8という仮符号を付けられた天体がアルベルトと同定され、再発見された。1991年に (878) ミルドレッドが再発見されて以降、アルベルトは小惑星番号を登録された小惑星の中で最後の‘迷子の’小惑星だった（ (69230) ヘルメスは2003年まで番号登録されなかった）。